# تاداهيرو ماتسوشيتا
تاداهيرو ماتسوشيتا هو سياسي ياباني، ولد في 9 فبراير 1939 في اليابان، وتوفي في 10 سبتمبر 2012 في كوتو في اليابان بسبب شنق. حزبياً، نشط في People's New Party ‏ والحزب الليبرالي الديمقراطي الياباني. وقد انتخب عضو مجلس النواب من اليابان.